# Liste der Nummer-eins-Hits in Finnland (2003)
Diese Liste enthält alle Nummer-eins-Hits in Finnland im Jahr 2003. Es gab in diesem Jahr 21 Nummer-eins-Singles und 19 Nummer-eins-Alben.
| Singles | Alben |
| --- | --- |
| - Timo Rautiainen ja Trio Niskalaukaus – Tiernapojat - 6 Wochen (30. November 2002 – 10. Januar 2003) - Eminem – Lose Yourself - 1 Woche (11. Januar – 17. Januar, insgesamt 3 Wochen) - The Rasmus – In the Shadows - 3 Wochen (18. Januar – 7. Februar) - Eminem – Lose Yourself - 2 Wochen (8. Februar – 21. Februar, insgesamt 3 Wochen) - Darude – Music - 1 Woche (22. Februar – 28. Februar) - Sonata Arctica – Victoria’s Secret - 2 Wochen (1. März – 14. März) - Negative – The Moment of Our Love - 2 Wochen (15. März – 28. März) - HIM – The Funeral of Hearts - 2 Wochen (29. März – 11. April) - Fintellingens – Kaikki peliin - 1 Woche (12. April – 18. April, insgesamt 5 Wochen) - Darude – Next To You - 1 Woche (19. April – 25. April) - Fintellingens – Kaikki peliin - 4 Wochen (26. April – 23. Mai, insgesamt 5 Wochen) - Charon – In Trust of No One - 1 Woche (24. Mai – 30. Mai) - CMX – Lepattajat - 2 Wochen (31. Mai – 13. Juni) - Don Huonot – Paha kesä - 1 Woche (14. Juni – 20. Juni) - PMMP – Rusketusraidat - 10 Wochen (21. Juni – 29. August, insgesamt 11 Wochen) - Kotiteollisuus – Helvetistä itään - 1 Woche (30. August – 5. September) - Iron Maiden – Wildest Dreams - 1 Woche (6. September – 12. September) - PMMP – Rusketusraidat - 1 Woche (13. September – 19. September, insgesamt 11 Wochen) - Redrama – Hang It Up - 3 Wochen (20. September – 10. Oktober) - Gimmel – Sydän pliis särkekää - 2 Wochen (11. Oktober – 24. Oktober) - CMX – Melankolia - 1 Woche (25. Oktober – 31. Oktober) - Ripsipiirakka – Ota mut - 2 Wochen (1. November – 14. November, insgesamt 4 Wochen) - Pizza Enrico – Mita sina sanoa? - 2 Wochen (15. November – 28. November) - Ripsipiirakka – Ota mut - 2 Wochen (29. November – 12. Dezember, insgesamt 4 Wochen) - Black Night von verschiedenen Interpreten - 5 Wochen (13. Dezember 2003 – 16. Januar 2004) | - Smurffit – Rap rock hitit! 10 - 2 Wochen (21. Dezember 2002 – 3. Januar 2003) - Robbie Williams – Escapology - 1 Woche (4. Januar – 10. Januar) - Children of Bodom – Hate Crew Deathroll - 3 Wochen (11. Januar – 31. Januar) - Pahat pojat (Soundtrack) - 2 Wochen (1. Februar – 14. Februar, insgesamt 3 Wochen) - Massive Attack – 100th Window - 1 Woche (15. Februar – 21. Februar) - Pahat pojat (Soundtrack) - 1 Woche (22. Februar – 28. Februar, insgesamt 3 Wochen) - Yö – Rakkaus on lumivalkoinen - 1 Woche (1. März – 7. März, insgesamt 4 Wochen) - The Rasmus – Dead Letters - 1 Woche (8. März – 14. März) - Maija Vilkkumaa – Ei - 2 Wochen (15. März – 28. März) - Yö – Rakkaus on lumivalkoinen - 3 Wochen (29. März – 18. April, insgesamt 4 Wochen) - HIM – Love Metal - 4 Wochen (19. April – 16. Mai) - Don Johnson Big Band – Breaking Daylight - 3 Wochen (17. Mai – 6. Juni) - Metallica – St. Anger - 4 Wochen (7. Juni – 4. Juli) - Pikku G – Räjähdysvaara XXL - 5 Wochen (5. Juli – 8. August, insgesamt 10 Wochen) - Evanescence – Fallen - 3 Wochen (9. August – 29. August) - Pikku G – Räjähdysvaara XXL - 1 Woche (30. August – 5. September, insgesamt 10 Wochen) - Anssi Kela – Suuria kuvioita - 1 Woche (6. September – 12. September) - Iron Maiden – Dance of Death - 1 Woche (13. September – 19. September) - Kotiteollisuus – Helvetistä itään - 1 Woche (20. September – 26. September) - Pikku G – Räjähdysvaara XXL - 1 Woche (27. September – 3. Oktober, insgesamt 10 Wochen) - Zen Café – Jättiläinen - 5 Wochen (4. Oktober – 7. November) - Vesa-Matti Loiri – Ystävän laulut - 1 Woche (8. November – 14. November, insgesamt 4 Wochen; siehe 2004) - CMX – Aion - 2 Wochen (15. November – 28. November) - Vesa-Matti Loiri – Ystävän laulut - 2 Wochen (29. November – 12. Dezember, insgesamt 4 Wochen) - Pikku G – Räjähdysvaara XXL - 3 Wochen (13. Dezember 2003 – 2. Januar 2004, insgesamt 10 Wochen) |